# Clara Luz Álvarez González de Castilla
Clara Luz Álvarez González de Castilla (México, 1972) es Licenciada en Derecho, Maestra en Derecho Comparado, Maestra en Ciencias Jurídicas y Doctora en Derecho. Docente, conferencista e investigadora en Derecho de las Telecomunicaciones y Radiodifusión.
En 2003 se convirtió en la primera mujer en dirigir una agencia estatal reguladora del sector de las telecomunicaciones en México. Dada su labor para impulsar el acceso a los servicios de telecomunicaciones y a las Tecnologías de la Información y Comunicaciones (TIC) para las personas con discapacidad logró que, durante la Conferencia Mundial de Desarrollo de las Telecomunicaciones de 2006 celebrada en Catar, se incluyera dentro de la agenda de la Comisión de Estudio-1, del Buró de Desarrollo de la Unión Internacional de Telecomunicaciones el tema. Siendo, además, designada como la primera relatora de esa cuestión de estudio.
En 2010, conjuntamente con Salma Leticia Jalife Villalón, Irene Levy Mustri y Judith Mariscal Avilés, fue reconocida como una de las mujeres clave del sector de las telecomunicaciones.
Como activista, se ha dedicado a defender a las audiencias mediante litigios estratégicos para exigir el cumplimiento de los Derechos de las Audiencias, en particular de las niñas y de los niños en contra de la exhibición de contenidos para adultos en horarios no aptos para menores ante instancias tanto del poder ejecutivo como legislativas y judiciales.
En sus publicaciones ha dejado constancia de sus opiniones, análisis y teorías que explican y cuestionan la evolución del ordenamiento jurídico que rige el sector de telecomunicaciones y radiodifusión en México desde una postura garantista o de derechos humanos.

## Trayectoria académica
Es Licenciada en Derecho por la Universidad de las Américas de Puebla (1996), Maestra en Derecho Comparado por la Universidad de Nueva York (1997), Maestra en Ciencias Jurídicas (2009) y Doctora en Derecho (2010) por la Universidad Panamericana. Es integrante del Sistema Nacional de Investigadores (nivel 3) desde 2019.
De 2012 a 2014 fue investigadora en el Instituto de Investigaciones Jurídicas de la Universidad Nacional Autónoma de México. Desde 2015 es investigadora y docente en la Universidad Panamericana.
Es parte del consejo asesor del Center for Media, Data and Society y del Consejo Consultivo del Programa Interdisciplinario de Regulación y Competencia Económica (PIRCE) del Centro de Investigación y Docencia Económicas, A.C. y non-resident scholar en el Mexico Center del Baker Institute.

## Trayectoria profesional
- 2003 - 2005

Fue titular del Área General de Asuntos Jurídicos de la Comisión Federal de Telecomunicaciones (COFETEL).
- 2003 - 2006

Fungió como Comisionada de la COFETEL.
- 2006 - 2011

Fue relatora de la Unión Internacional de Telecomunicaciones (UIT) de accesibilidad a las Tecnologías de la Información y Comunicaciones (TIC) por personas con discapacidad.
- 2010 - 2012

Fue Abogada General de la Universidad de las Américas de Puebla (2010-2011) y profesora de tiempo completo de la misma institución de 2011 a 2012.
- 2011-2013

Formó parte del Consejo Consultivo de COFETEL.
- 2015 - 2017

Formó parte del primer y segundo Consejo Consultivo del Instituto Federal de Telecomunicaciones.

## Premios
En 2014 se hizo acreedora del Premio Nacional de Periodismo en la categoría de divulgación de la cultura democrática por la conducción del programa "Código Democracia" del Canal del Congreso.

## Publicaciones
Es autora y coautora de numerosos libros, ha participado en obras colectivas y ha escrito artículos en revistas arbitradas. Algunas de sus publicaciones pueden consultarse en bibliotecas digitales de libre acceso. También es columnista en periódicos y revistas de divulgación que se distribuyen en medios de comunicación impresos y digitales.

### Libros
- 2023, Derecho satelital y del espacio exterior
- 2023, Content of the Right to Internet Access
- 2020, Tribunales Especializados en Telecomunicaciones: Experiencias y Estadísticas Archivado el 26 de octubre de 2020 en Wayback Machine..[17]
- 2018, Telecomunicaciones y Radiodifusión en México.[18]
- 2017, El regulador de telecomunicaciones: Instituto Federal de Telecomunicaciones.[19]
- 2017, Telecomunicaciones en la Constitución.[19]
- 2015, Derechos de los usuarios de telecomunicaciones.[20]
- 2014, Atribución de la COFETEL en materia de interconexión e interoperabilidad de las redes públicas de telecomunicaciones.
- 2013, Derecho de las Telecomunicaciones, 2.ª edición.[21]
- 2011, Internet y Derechos Fundamentales.
- 2008, Derecho de las Telecomunicaciones.[22]

Como coordinadora:
- 2012, Telecomunicaciones y Tecnologías de la Información.

En coautoría:
- 2014, Reforma de telecomunicaciones y competencia económica: México más productivo y más competitivo.

### Capítulos de libros
- "Telecomunicaciones en el Porfiriato".[23]
- "Telecomunicaciones y Derecho Económico".[24]
- "Regulación de publicidad, ¿a quién beneficia?".[25]
- "Telecomunicaciones, ¿reforma democrática?".[26]
- "Regulación y órganos reguladores".[27]
- "Propiedad cruzada de medios, Internet y libertad de expresión".
- "Introducción a las telecomunicaciones y su marco jurídico".
- "Seguridad, emergencias y telecomunicaciones".
- "Análisis de las reformas a la Ley Federal de Telecomunicaciones"

### Artículos
- Estándar para activar la obligación de comunicar sobre ciberincidentes relevantes  en instituciones públicas" [28]
- "La no discriminación de las personas con discapacidad: fundamento jurídico y estudio cuantitativo en la televisión mexicana" [29]
- "Tribunales especializados en competencia y telecomunicaciones: por qué, para qué y cómo"[30]
- "Audiencias infantiles en televisión abierta" [31]
- “Rethinking Must-Carry and Retransmission Consent in the Digital Era”.[32]
- “Regulatory State and judicial decisions in telecommunications in Mexico”.[33]
- "Espectro radtioelectrico, derechos humanos y competencia" [34]
- “Nueva Cadena de TV. Nuevos Retos”.[35]
- “Espectro radioeléctrico, derechos humanos y competencia”.[36]
- “Mexican Telecom Reform: Private Interest First?”.[37]
- “Casos judiciales emblemáticos de telecomunicaciones”.[38]
- “Must carry, must offer in Mexico”.[39]
- “Preponderant agent, what is that?”.[40]
- “Propiedad cruzada de medios y pluralidad”.[41]
- “Exposición de motivos, propuesta de capítulo de accesibilidad a telecomunicaciones y radiodifusión por personas con discapacidad”.[42]
- “TV Digital en México: lo que no debe hacerse”.[43]
- “Salud y telecomunicaciones. ¿Daño a la salud por uso de celular y TICs?".[44]
- “Derechos de vía y autorizaciones para el despliegue de redes”.[45]
- “Órganos reguladores de telecomunicaciones”.[46]
- “Report on ICT accessibility for persons with disabilities. International Communications Union”.[47]
- “Títulos de telecomunicaciones: México y la Unión Europea”.[48]
- “TV Móvel: onde estamos e para onde vamos”.[49]
- “Mobile TV: where we are and the way forward”.[50]
- “Building an inclusive information society”.[51]
- "Construyendo el Derecho de las Telecomunicaciones".
- "Telecomunicaciones en México: Reflejo del cambio de Estado".
- "Títulos de telecomunicaciones: México y la Unión Europea" [52]
- "La acción de inconstitucionalidad contra el decreto que reformó las leyes federales de Telecomunicaciones y de Radio y Televisión" [53]
- "Contratos vía internet: la importancia del manejo de riesgos".

En coautoría:
- “La acción de inconstitucionalidad contra el decreto que reformó las leyes federales de Telecomunicaciones y de Radio y Televisión”.[54]